# 파시즘 대평의회

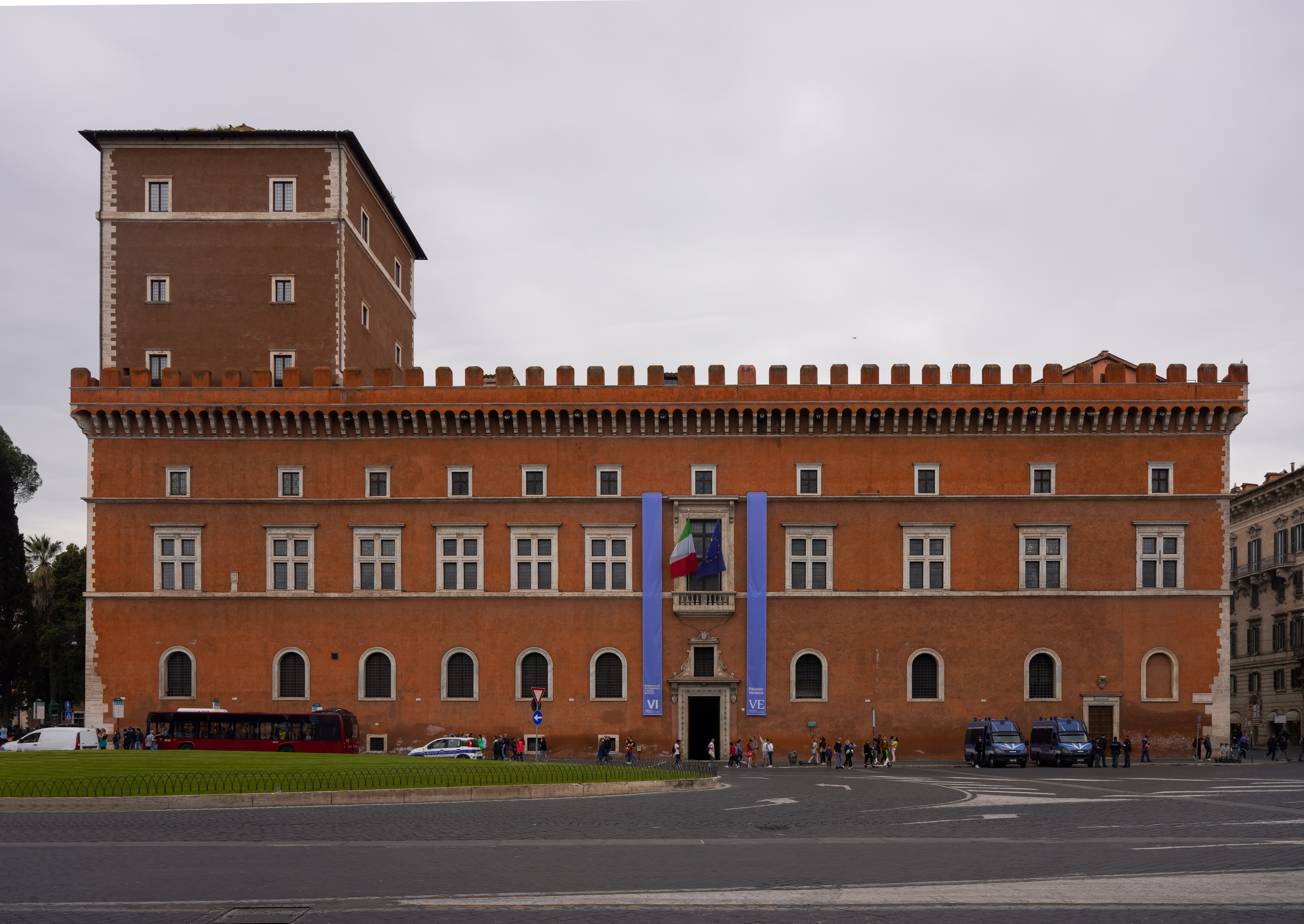

파시즘 대평의회(이탈리아어: Gran Consiglio del Fascismo)는 파시즘 시대의 이탈리아 왕국에서 국가의 최고 의사 결정 기관으로 자리 매김한 자문 기관이다.